# Platanthera dyeriana
Platanthera dyeriana är en orkidéart som först beskrevs av George King och Robert Pantling, och fick sitt nu gällande namn av Friedrich Fritz Wilhelm Ludwig Kraenzlin. Platanthera dyeriana ingår i släktet nattvioler, och familjen orkidéer. Inga underarter finns listade i Catalogue of Life.